# PMD (rappeur)
Pour les articles homonymes, voir PMD.
PMD, de son vrai nom Parrish Smith, né le 13 mai 1968 à Smithtown, Long Island, New York, est un rappeur américain. Il est le cofondateur du groupe EPMD qu'il forme avec Erick Sermon depuis 1986. En 2012, le magazine Complex classe PMD 25e dans sa liste des 50 rappeurs les plus sous-estimés de tous les temps.

## Biographie
Dans sa jeunesse, Smith, étudie à la Brentwood High School de New York. Son nom de scène, PMD, est un acronyme de Parrish Making Dollars. Parrish, et son ami et rappeur Erick Sermon, forment ensemble le groupe EPMD en 1987 à Long Island. En 1988, le groupe publie son premier album, Strictly Business qui atteint la 80e place du Billboard 200.
Après plusieurs albums, le duo se sépare à la fin de 1992, et les deux membres se lancent dans leur carrière solo respectives ; Sermon se lance seul en 1993 avec son premier album, No Pressure. Smith, de son côté, se lance le 27 septembre 1994 avec son premier album solo, Shade Business au label RCA Records qui atteint la 65e place du Billboard 200. Il publie son deuxième album, Business Is Business, le 22 octobre 1996, qui atteint la 180e place du Billboard 200. En 2007, PMD se réunit de nouveau avec Sermon pour un nouvel album.
En février 2013, PMD annonce de nouveaux projets la même année 2013, incluant un projet parallèle avec le groupe Snowgoons, appelé The Goondox. La même année, une réédition de son premier album Shade Business en version deluxe est annoncée, accompagnée de nouvelles chansons bonus,.

## Discographie

### Albums studio
- 1994 : Shade Business
- 1996 : Business Is Business
- 2002 : Underground Connections (avec DJ Honda)
- 2003 : The Awakening
- 2017 : Business Mentality
- 2019 : Mr. Slow Flow

### Albums collaboratifs
- 1988 : Strictly Business (avec EPMD)
- 1989 : Unfinished Business (avec EPMD)
- 1990 : Business As Usual (avec EPMD)
- 1992 : Business Never Personal (avec EPMD)
- 1997 : Back In Business (avec EPMD)
- 1999 : Out of Business (avec EPMD)
- 2008 : We Mean Business (avec EPMD)